# Papež Pij IX.
 Pij IX., blaženec, rimski škof, (papež) rimskokatoliške Cerkve, * 13. maj 1792, Senigallia (Papeška država); † 7. februar 1878, Rim, Italija.

Bil je prvi papež, ki je po izgubi Papeške države živel kot "vatikanski jetnik" samo v Vatikanu.

## Življenjepis

### Otroštvo in mladost
Mestece Senigallia leži na vzhodni obali Apeninskega polotoka ob Jadranskem morju ob ustju reke Mise. Konec XVIII. stoletja je štelo deset tisoč prebivalcev in je pripadalo k Papeški državi ki jo imenujejo tudi  "Patrocinium Sancti Petri" (slovensko: "Nadarbina svetega Petra"). Rodovina Mastai je bila lombardskega porekla in je tukaj živela že od 16. stoletja. V 17. stoletju je rodovina od piacenškega vojvoda dobila grofovski naslov; po poroki z rodovino Ferretti, ki izhaja iz Ancone, si je privzela dvojni priimek. Med francosko revolucijo in med Napoleonovimi vojnami je bil Geronimo Mastai-Ferretti mestni župan. Poročil se je z grofico Catherino Solozzi, ki mu je rodila štiri deklice in štiri dečke. Najmlajši sin je bil Giovanni-Maria-Giovanni-Battista-Pietro-Pellegrino-Isidorio – prihodnji papež, ki se je rodil  13. maja 1792. Pozneje so ga klicali le Giovannino, Janezek. Osnovno izobrazbo mu je posredovala kar mati, nakar je 1803 vstopil v daljnem mestu Volterra pri piaristih v srednjo šolo.
1808 pa se je moral zaradi bolezni (božjast) vrniti v rojstno mesto. Od 1810 pa je vseeno že nadaljeval študij matematike, modroslovja, prava in bogoslovja v Rimu; stanoval je pri enem od svojih stricev. Leta 1815 se je podal na romanje v Loretto, nakar ni imel več božjastnih napadov; ozdravljenje je pripisoval Marijini priprošnji. Ko se mu je zdravje popravilo, je zaprosil za sprejem pri papežu Piju VII. Njegove spodbudne besede so mu pomagale k dokončni odločitvi: odpotoval je domov in razložil staršem, da bo postal duhovnik.

### Duhovništvo
Star dvaindvajset let se je vrnil v Rim, kjer je stanoval v sirotišnici Tatagiovanni od 1817. Čeprav je bil le gojenec, je postal ravnateljev namestnik. Zdravje se mu je popolnoma popravilo. 18. decembra 1818 je sprejel subdiakonat, 6. marca 1819 diakonat; 10. aprila 1819 je bil posvečen v duhovnika, nakar je postal kanonik pri kapitlju cerkve Santa Maria in Via Lata, kar je pomenilo napredovanje. On pa se za to ni dosti menil, ampak je nadaljeval vzgojno-vodstveno dejavnost do 1823. 
Sveti sedež mu je tedaj zaupal diplomatsko nalogo: papež ga je zadolžil za ustanovitev čilske apostolske nunciature. Med potovanjem so se morali boriti z viharji in gusarskimi napadi; pomorska pustolovščina se je končala šele 5. januarja 1824 v buenosaireškem pristanišču; od tod so nadaljevali potovanje po suhem dva meseca do čilskega glavnega mesta Santiaga. Poslanstvo pa je vlada nove republike sprejela z nezaupanjem, celo s sumničenjem; tako so se po dveh mesecih morali vrniti nazaj v Rim. Giovannija je novi papež Leon XII. imenoval za ravnatelja dobrodelne ustanove San Michele v Ripi, kjer je bila obenem sirotišnica, poboljševalnica, kaznilnica za moške in ženske ter dom onemoglih. Ustanova za več sto oseb je bila v pravem kaosu; po nekaj mesecih je novi ravnatelj napravil red in dosegel, da so uslužbenci začeli vestno opravljati svoje humanitarno delo. Že po dvajsetih mescih si je zaslužil Giovanni Mastai-Ferreti priznanje odličnega organizatorja. 

### Nadškof in kardinal
Papež Leon XII. ga je imenoval 21. maja 1827 za spoletskega nadškofa; (škofovsko posvečenje je prejel 3. junija istega leta). S svojim prijateljskim, milim in dobrodelnim delovanjem si je pridobil splošno naklonjenost in mnenje, da je celo on sam svobodomislec. 17. decembra 1832 ga je papež Gregor XVI. (1831–1846) imenoval za nadškofa (osebni naziv) Imole. Že tedaj so ga predložili papežu za kardinala; vendar je le-ta imel pomisleke, češ da je preveč liberalno usmerjen rekoč: „V hiši Mastaijevih so še mačke liberalne.” 
23. decembra 1839 je postal kardinal in pectore; 14. decembra 1840 pa je papež to imenovanje objavil in je bil javno imenovan za kardinala-duhovnika pri Ss. Marcellino e Pietro.

## Papeževanje

### Najdaljši pontifikat (1846–1878)
Papež je bil med letoma 1846 in 1878; za apostolom Petrom je imel najdaljši pontifikat.
Ko je 1. junija 1846 umrl papež Gregor XVI., je bila večina kardinalov prepričana, da je treba spremenit enostransko strogo in konzervativno usmeritev rajnega papeža. Zato so že drugega dne konklava izvolili za novega papeža kardinala Giovannija Mastai-Ferettija, ki je bil na glasu po svoji svobodomiselnosti. Privzel si je ime Pij IX.. Pij IX. je bil že zgodaj v službi kurije, imel je velike diplomatske izkušnje v Čilu, pozneje pa je bil kot nadškof na glasu po svojih organizacijskih sposobnostih in praktični pobožnosti. Z naklonjenostjo je spremljal gibanje za zedinjenje Italije, s katerim naj bi sodelovala tudi Papeška država. Po eni strani je zavračal brezbožni radikalizem Garibaldija, po drugi strani pa je nasprotoval avstrijskemu cerkevnemu jožefinizmu zlasti v Lombardiji. Sicer se pa ni veliko razumel na zapletene politične zadeve. 17. julija 1846 je s politično pomilostitvijo izpustil iz zaporov množico političnih zapornikov. Oktobra 1847 je ustanovil nov državni svet, 14. marca 1848 novo ministrstvo; poleg tega je omogočil svobodo tiska in združevanja.

### Navdušenje nad izvolitvijo Pija IX.
V Papeški državi in po vseh italijanskih pokrajinah je zavladalo nepopisno navdušenje in papeževa priljubljenost je silno porastla. Menili so, da bo papež v Papeški državi ne le zajamčil državljanske svoboščine, ampak da bo vodilna osebnost pri zedinjenju Italije.

Don Bosko je tudi vlival svojim fantom veliko in sinovsko ljubezen do njega; vendar svetnik ni hotel, da bi vzklikali: Živel Pij IX.!, ampak: Živel papež!. Čemu? Da ne bi ločevali vladarja Rima od vrhovnega pastirja krščanstva; da ne bi ločevali človeka od njegovega dostojanstva; mnogi so, pravzavprav, hvalili osebo, ne pa službo. Ko so jih svobodomisleci hoteli pregovoriti, naj vzklikajo Živel Pij IX.!, so zaslišali mladi zbor, ki je vzklikal iz več kot petsto grl: Živel papež! Tega so se naučili pri Don Bosku.
Tako so fantje korajžno in zadovoljno korakali po turinskih ulicah in navdušeno prepevali Verdijevo Himno v čast papežu Piju IX.. Čeprav na splošno vlada mnenje, da je to himno napisal Verdi, to ne bo držalo. Besedilo je namreč napisal Meucci, glasbo pa Magazzaru.: 
| Santa bandiera                                                   | Sveta zastava                                                     |
| ---------------------------------------------------------------- | ----------------------------------------------------------------- |
| »Salutiamo la santa bandiera, che il Vicario di Cristo innalzò.« | Pozdravljamo sveto zastavo, ki jo je dvignil Kristusov namestnik. |

### Beg iz Rima
.
V tem duhu je izzvenel poziv Savojske vlade, naj napove vojno Avstriji, ki je imela pod oblastjo nekatere pokrajine na Apeninskem polotoku. Čeprav se je večina kardinalov s tem predlogom strinjala, ga je papež 29. aprila 1848 zavrnil. Razočaranje italijanskih rodoljubov je bilo neizmerno: Pija, ki so ga prej imenovali za očeta domovine, so odslej zmerjali kot izdajalca domovine. Papeževo popularnost kot da je odpihnil veter. „Kakor so prej papeža primerjali z velikimi heroji antične dobe, so ga zdaj primerjali z najbolj črnimi izdajalci.”  Njegov položaj se je hitro slabšal. 
Maja 1848 je nerad imenoval ministrski svet, ki je imel laično večino; njegov predsednik je bil modri in izkušeni politik grof Pellegrino Rossi. Ko je 15. novembra, čeprav vnaprej opozorjen, mirno in hrabro vstopil v palačo na otvoritvi predstavniškega doma, je padel pod bodežem nekega zarotnika. Nihče se ni našel, ki bi se postavil na stran reda. Podivjana drhal je slavila strahopetni umor kot herojstvo. Naslednjega dne so nemiri dosegli vrhunec. Vstajniki so oblegali tudi papeževo zatočišče Kvirinalsko palačo; zato je papež 24. novembra preoblečen v duhovniško obleko pobegnil v Gaeto, kjer je v Neapeljskem kraljestvu prebil 17 mesecev. V Rimu so oklicali republiko. Šele s pomočjo zaveznikov  so vzpostavili red. Papež se je vrnil v Rim. Po teh neljubih dogodkih je Pij IX. spremenil svoje dotlej naklonjeno stališče do revolucionarjev in nacionalistov v odklonilno.

### KonecPapeške države
Ko je papež Pij IX. zasedel sedež Svetega Petra, je bil star komaj 54 let. Z mladostnim poletom se je lotil naloge, da bi rešil vprašanja Cerkvene države; vendar je ravno na tem področju doživel največ razočaranj in porazov. Ko se je vrnil v Rim leta 1850, je  in s pomočjo državnega tajnika Giacoma Antonellija sicer uvedel nekatere reforme; vendar nasprotniki niso bili zadovoljni. Papež bi se namreč strinjal s konfederacijo, v kateri bi imela Papeška država osrednje mesto z Rimom kot glavnim mestom; vendar je predlog propadel, ko so ga nekatere države zavrnile. Tako je dobivala unitaristična opcija vse večjo podporo zlasti med revolucionarji in nacionalisti. Piemontska vlada s kraljem na čelu je pravzaprav hotela razširiti svoje področje na cel Apeninski polotok pod vodstvom savojskega kralja Viktorja Emanuela II.  in ministrskega predsednika grofa Cavourja. Papeška država je tako 1859 izgubila Romagno, 1860 pa Umbrijo in Marke. Francoske čete so večkrat odbile vpade Garibaldijevih (1807–1882) vstajnikov; ko pa so se zaradi nemško-francoske vojne (1870–1871) Francozi vrnili domov, so 20. septembra 1870 revolucionarji napadli tudi Rim. Da bi preprečil prelivanje krvi, je papež izobesil belo zastavo. Umaknil se je v Vatikan; tam je ostal kot »Vatikanski ujetnik« le še duhovni pastir vseh kristjanov. Od tega dne papeži ne bodo več odšli iz Vatikana vse do Janeza XXIII.. To neugodno razmerje je načelno rešila šele Lateranska pogodba, sklenjena 11. februarja 1929. Papež se je odpovedal Cerkveni državi, v zameno pa mu je bila priznana suverenost na področju Vatikana, svetoletnih bazilik   in letne rezidence Castel Gandolfo.

## Prvi vatikanski koncil

### Dogma oMarijinem Brezmadežnem spočetju
8. decembra 1854 je papež razglasil versko dogmo o Marijinem brezmadežnem spočetju z bulo „Ineffabilis Deus”. Nezmotljiva definicija papeža Pija IX. je nauk razglasila za versko resnico. Vsebina te izjave pravi, da Marija niti en sam trenutek svojega obstajanja ni bila pod gospostvom greha, da jo je Kristusovo vnaprejšnje odrešenje kot edino izmed ljudi odtegnilo postavi izvirnega greha.
Izjavljamo, oznanjamo in določamo: da je bila blažena Devica Marija v prvem trenutku svojega spočetja obvarovana vsakega madeža izvirnega greha, in sicer po edinstveni milosti in posebni pravici, ki ji jo je podelil vsemogočni Bog glede na zasluženje Kristusa Jezusa, Zveličarja človeškega rodu - to je od Boga razodet nauk in ga morajo zato vsi verniki trdno in stanovitno verovati. 
Papež je s tem rešil stoletja trajajoči spor med teološko šolo dominikanskih in frančiškovskih filozofov v korist poslednjih. Zadeva torej ni bila nova: nov je bil le način razglasitve. To namreč ni bil kak koncilski odlok, ampak je to rešil papež sam, »ex cathedra«. S tem je bila že dana snov za eno od tem, s katerimi se bo ukvarjal koncil: koliko lahko odloča in razglaša verske in nravne resnice nezmotljivo papež sam, brez koncila? 
Papež je pred razglasitvijo povprašal za mnenje vse škofe po svetu: 536 škofov je bilo za, 4 so bili proti, 36 pa »iuxta modum« (niso bili proti, ampak so menili, da čas ni primeren). Med slovesno razglasitvijo je bilo navzočih 54 kardinalov in 140 škofov; odločil pa je papež sam. V Cerkvi nihče ni ugovarjal.

### Syllabus
Veliko prahu in ugovorov je dvignil »Syllabus«, s katerim je Pij IX. obsodil zmote »modernizma«. Med katoličani, zlasti pa med protestanti, so očitali papežu in katoliški Cerkvi, da je nazadnjaška.
Zmote o možnosti naravnega spoznanja Boga, o razodetju, o dolžnosti, sprejemati razodetje s pokorščino vere, so vedno močneje izzivale, naj cerkveno učiteljstvo zavzame odločno stališče do njih. Dokončni odgovor na ta vprašanja je dal l. vatikanski cerkveni zbor. Še prej pa je papež Pij IX. objavil seznam osemdesetih stavkov (“Syllabus”), ki so formulacije najpomembnejših zmot. Ta seznam je priprava na veliki odgovor, ki so ga na 1. vatikanskem cerkvenem zboru dali škofje vsega sveta. To so stavki, ki so načeti od naturalizma in racionalizma.
V Syllabus-u  je Pij IX. obsodil poglavitne modernistične zmote svojega časa: panteizem, naturalizem, racionalizem, indiferentizem, socializem in komunizem kakor tudi napačen nauk o krščanskem zakonu. 
Prva dva stavka zbirke zmot, ki nosi ime »Syllabus«, vsebujeta obsodbo panteizma in deizma:
1. Nikakršno najvišje, najmodrejše in za blagor stvari kar najbolj skrbno božje bitje ne obstoji, ki bi bilo različno od celote stvarstva. Bog je istoveten z naravo (prirodo) reči in torej podvržen spreminjanju. Bog v resnici nastaja v človeku in v svetu; vse je Bog in ima prav Bogu lastno podstat. Bog je prav isto kakor svet in zato duh s tvarjo (materijo), nujnost s svobodnostjo, resnično z lažnim, dobro z zlom, pravično s krivičnim.
2. Treba je tajiti vsako delovanje Boga na ljudi in svet. [22]
3. Vse krščanske verske resnice so brez vsake razlike predmet naravne vede ali filozofije. Če je človeški razum izveden v zgolj zgodovinskem razvoju, more s svojimi naravnimi močmi in načeli doseči resnično razumevanje vseh, tudi skrivnostnejših verskih resnic. Pogoj je edinole ta, da se mu te verske resnice predlože za predmet.[23]

Drugi stavki obsojajo vdiranje državne oblasti na cerkveno področje, pa tudi povzdigovanje države nad Cerkev - ter omejevanje cerkvenega delovanja. 

### Dogma o papeževi nezmotljivosti
Med katoličani nihče ni dvomil, da ima papež kot Petrov naslednik  posebno učiteljsko oblast. Vpraševali so se le, ali je ta oblast odvisna od koncila in ali jo lahko opravlja celo neodvisno od škofovskega zbora. 
Slovesno razglasitev so zagovarjali zlasti v Franciji. Glavni urednik časopisa „Universe” Louis Veuillot (1813–1883) je v tem pretiraval; s tem je zapadel v ultramontanizem, ki razširja nezmotljivost na vsa področja papeškega delovanja.
V drugo skrajnost pa je zapadel nemški cerkveni zgodovinar Ignaz von Döllinger (1799-1890). Do leta 1860 je bil najodločnejši zagovornik Cerkve v nemški javnosti. Po tem času je papeško nezmotljivost začel napadati: najprej pod psevdonimom »Janus«, nato pa, že med zasedanjem koncila, pod psevdonimom »Quirinus«. 
Na 37 sejah generalne kongregacije so koncilski očetje izgovorili 140 govorov: za ali proti nezmotljivosti. Zoper sta nastopala zlasti Hefele, škof iz Rottenburga, in đakovski škof Josip Juraj Strossmayer meneč, da bi to oviralo ekumenizem. Večina nemških škofov sicer ni bila proti dogmi, ampak je menila, da razmere za razglasitev še niso zrele. 
Med preizkusnim glasovanjem, 13. julija 1870, je glasovalo 451 koncilskih očetov za razglasitev, 62 pogojno, a zoper jih je bilo 88. Pri končnem glasovanju, 18. julija, je 55 škofov s papeževim dovoljenjem zapustilo koncil, da jim ne bi bilo treba izraziti svojega mnenja. 
Na slovesni četrti koncilski seji so sprejeli odlok »Pastor Aeternus«, ki je vseboval tudi nauk o primatu in papeževi nezmotljivosti: 
V slavo Boga, našega Odrešenika, v povišanje katoliške vere, v zveličanje krščanskih narodov s soglasjem cerkvenega zbora učimo in dokončno določamo kot od Boga razodeto resnico: Kadar rimski škof govori z najvišjo učiteljsko oblastjo [ex cathedra], to se pravi, kadar pri izvrševanju službe pastirja in učitelja vseh kristjanov s svojo apostolsko oblastjo dokončno določa, da se mora celotna Cerkev držati kakega verskega ali nravnega nauka, tedaj ima na osnovi božje pomoči, ki mu je obljubljena v svetem Petru, tisto nezmotljivost, s katero je božji Odrešenik hotel obdariti svojo Cerkev pri dokončnih odločitvah v verskih in nravnih naukih. Zato so takšne dokončne odločitve rimskega škofa nespremenljive po sebi in ne na temelju soglasja Cerkve. 
533 očetov je glasovalo za, dva pa proti. Takoj po izglasovanju, 19. julija, se je začela nemško-francoska vojna, naslednjega dne pa so Piemončani zasedli Rim. Od 51 načrtov so mogli obravnavati le dva.

### Prekinitev koncila »za nedoločen čas«
Pij IX. si je zelo veliko prizadeval za poglabljanje verskega življenja. S številnimi okrožnicami ob različnih priložnostih je vedno znova opozarjal na krščanska načela in družbo spodbujal h krščanski prenovi. Sklical je Prvi vatikanski koncil, ki je svoje zasedanje začel 8. decembra 1869. Čeprav je ta koncil najbolj znan po razglasitvi dogme o papeževi nezmotljivosti, pa ni nič manj pomemben zaradi dokumenta o katoliški veri, s katerim je jasno razložil katoliško vero in mišljenje na temelju razodetja. Zaradi vojnih razmer je papež prekinil koncil, ki se ni več nadaljeval. Na neki način je dokončal in razširil postavljene teze šele Drugi vatikanski koncil (1962–1965).

## Papeževo delovanje

### Delo na diplomatskem področju
Sklenil je konkordate z Rusijo (1847), Španijo (1851), Avstrijo (1855) in z več latinskoameriškimi državami. Ob tem je bila zelo značilna vse močnejša centralizacija, ki je skušala izbrisati vse težnje po kakršnihkoli posebnih pravicah krajevnih Cerkva. Ta razvoj, ki seveda ni potekal brez odpora, je osrednje vodstvo Cerkve podpiralo. Pri tem je posebno vlogo imela sama osebnost papeža, ki je v širokih katoliških krogih po svetu užival izredno močan ugled.
Pretirano poudarjanje vloge osrednjega vodstva Cerkve in predvsem samega papeža ni izzvalo ostrih polemik samo v Cerkvi, ampak je, predvsem po letu 1870, vse bolj vznemirjalo vlade posameznih držav. V Nemčiji je to privedlo do ostrih nastopov proti katoliški Cerkvi (Kulturkampf). Avstrija je razveljavila konkordat; do težav je prišlo v nekaterih latinskoameriških državah. Razna demokratična in socialistična gibanja po Evropi – ki so bila takrat že itak zelo prežeta s proticerkvenimi idejami – so poleg tega zamerila Cerkvi, da je po letu 1848 podpirala le tiste stranke, ki so se osrednjemu vodstvu Cerkve zdele zadosti katoliško usmerjene.

### Versko in misijonsko delovanje
Najvidnejše sadove so Pijeva prizadevanja za ohranjanje zdravega cerkvenega nauka in za poglabljanje verskega življenja obrodila v pravem razcvetu ljudskih pobožnosti v celotni Cerkvi. V zavesti odgovornosti za celotno Cerkev je nastopal proti vsemu, kar bi po njegovem prepričanju lahko ogrožalo versko življenje vsakega vernika.
Pij VII. je po raznih misijonskih deželah, predvsem v Ameriki, ustanovil 206 novih škofij oziroma misijonskih vikariatov; 1850 je ponovno vzpostavil katoliško hierarhijo v Angliji in 1853 na Nizozemskem. 

### Odnos doJudov
Kakor hitro je postal papež, je Pij IX. napravil konec različnim žaljivim navadam zoper judovsko skupnost v Rimu: proti-judovske komedije in zahtevo, da predstavniki skupnosti poslušajo govore, ki so jih nagovarjali na spreobrnjenje v katolištvo. Zidove, ki so omejevali geto, so podrli. Judom se je svobodnjaško vladanje Pija IX. zdelo kot kak čudež. 

### Papež Pij IX. in Slovenci
Pod papežem Pijem IX. se je zelo poživila misijonska dejavnost Cerkve ne le med drugimi, zlasti evropskimi narodi, ampak tudi med Slovenci. Leta 1847 je tako odšel v Sudan, v kraje ob gornjem Nilu, slovenski misijonar in znanstvenik Ignacij Knoblehar. Slovenski duhovnik Friderik Baraga je odšel med Indijance v Ameriko že leta 1830 pod papežem Pijem VIII. (1829–1831). Njegovo versko, prosvetno in kulturno delovanje je bilo tako uspešno, da je leta 1853 Pij IX. za to obsežno področje Baragovega misijonskega delovanja ob Velikih jezerih med Indijanci Očipvejci v Kanadi  ustanovil apostolski vikariat in Friderika Baraga imenovat za vikarja in naslovnega škofa. Tri leta kasneje je papež vikariat povzdignil v škofijo in Baraga imenoval za rednega škofa s sedežem v Sault Ste. Marie (Sault Lake City). 1866 je Baraga prenesel škofijski sedež v Marquette. Za njegovega prvega naslednika je Pij IX. 1868 imenoval Ignacija Mraka s Hotavelj v Poljanski dolini.
Lavantinski škof Anton Martin Slomšek je 1856 po dolgotrajnih pogajanjih dosegel premestitev škofijskega sedeža iz Št. Andraža v Maribor in novo razmejitev med krško, lavantinsko in sekovsko škofijo. Pij IX. je 16. in 20. maja 1857 oboje potrdil. Slomšek se je preselil v Maribor leta 1859. Krški (celovški) škofiji je oddal koroške kraje, od sekovske (graške) pa je dobil predel mariborskega okrožja, kjer so bivali Slovenci. Škofijska meja na severu se je od tedaj v glavnem krila z narodno, na jugozahodu pa je imela za mejo štajersko-kranjsko deželno mejo.

## Smrt in spomin

### Spomin

#### Crux de cruce
Prerokbe o papežih, ki jih pripisujejo svetemu Malahiju, vsebujejo seznam 112 vrstic v latinščini, ki opisujejo rimske papeže. Pij IX. je opisan kot „Crux de Cruce” („križ od križa”). Njegov pontifikat je bil v resnici poln križev in preizkušenj, če omenimo samo beg iz Rima (1848) in izgubo papeške države (1870). Med njegovim pontifikatom je Savojska kraljevska hiša, ki ima za grb bel križ na rdečem ozadju, odvzela papežu njegovo državo. Papež Pij XII. je označil postopek za beatifikacijo papeža Pija IX. z besedami: „Per crucem ad lucem” („Po križu do luči”).

#### Ocena
1. Pij IX. je opravljal papeško službo v zelo zapletenih okoliščinah. V tem času, je med drugim, prenehala obstajati Papeška država, sklican in prekinjen je bil Prvi vatikanski koncil, on sam pa je moral večkrat bežati iz Rima. Zgodovinske razmere so ga prisilile, da je večinoma deloval obrambno, kar pogosto pomeni enostransko; to je opazno v številnih njegovih listinah, zlasti v znanem Syllabu. [29]
2. Pij IX. je spodbudil rast bratovščin in pobožnih družb po celem katoliškem svetu. Bil je velik Marijin častilec in zato je v dobi brezboštva in nihilizma, anarhizma in materializma razglasil versko resnico o Brezmadežnem spočetju. Pij IX. si je zelo veliko prizadeval za poglabljanje verskega življenja.[30]
3. S svojimi nasveti je pomagal don Bosku ustanoviti salezijansko družbo, da ga imenujejo tudi „don Boskov papež”.[31]
4. Dvignil se je nad ozke interese italijanskih nacionalistov in kljub izgubi zemeljske oblasti utrdil duhovno oblast. Kardinalski zbor je postal iz italijanskega mednaroden. Ob smrti papeža Gregorja XVI. je od 62 kardinalov bilo 54 italijanov; ob smrti Pija IX. pa jih je od 64-tih bilo italijanske narodnosti samo še 39. V katoliških deželah je utrdil vero tudi z ustanavljanjem novih škofij: skupno je ustanovil 206 škofij; zelo je spodbujal tudi misijonsko dejavnost. V njegovem času sta delovala velika slovenska misijonarja vikar ob Gornjem Nilu v Sudanu Ignacij Knoblehar in škof Friderik Baraga v Severni Ameriki.
5. Prvi vatikanski koncil je ostal sicer nedokončan; vendar je z razglasitvijo dogme o papeževi nezmotljivosti Cerkev notranje utrdil. Po drugi strani je pa razglasitev tako razburila duhove, da je prišlo v več državah do preklica konkordata in celo do razkola - starokatoličanov.
6. Papež Pij IX. (1846–1878) je znal v svojem dolgem in blagoslovljenem pontifikatu papeštvo zopet pripeljati na vrhunec njegovega cerkvenega vpliva; celo zguba cerkevne države, ki so jo zasedle leta 1870 z oboroženo silo prevratniške stranke Italije v zvezi s politiko piementskega kraljestva, ni mogla bistveno oslabiti cerkvenega položaja papeštva.[32]

#### Paskvinovo "prijazno" darilo za papeža Pija IX.
Zadnja omembe vredna paskvinada iz časov, ko je papež bil še državni poglavar - sega v predvečerje 20. septembra 1870, na dan vloma vrat Porta Pia in konca papeževe posvetne oblasti. Takrat je italijanskim prevratnikom pod Garibaldijevim (1807-1882) vodstvom uspelo zasesti zadnje ostanke Papeške države vključno z glavnim mestom Rimom, ki je potemtakem postal glavno mesto Združene Italije. Rimski govoreči kip Paskvin je, predvidevajoč neizbežni konec, želel papežu podariti dežnik kot zaščito; iz igre besed je razbrati skrajno porogljivost in norčevanje - sarkazem v polnem smislu: papežu ne bo ostalo ničesar od "njegove" zemeljske posesti - niti toliko ne, kolikor bi jo lahko pokril dežnik: 
| In dono ombrello … | V dar dežnk… |
| --- | --- |
| “Santo, Padre benedetto, ci sarebbe un poveretto, che vorrebbe darvi in dono questo ombrello. È poco buono, ma non ho nulla di meglio. Mi direte: A che mi vale? Tuona il nembo, santo Veglio e se cade il temporale?”. | »Sveti, blagoslovljeni oče, obstaja revež, ki bi vam rad podaril ta dežnik. Ni ravno kaj prida, ampak nimam nič boljšega. Rekli mi boste: Kaj mi koristi? Grmi, sveti Čuváj, in če se razbesni nevihta?« |

#### Ljudska himna v čast Piju IX.
Čeprav vlada še danes splošno mnenje, da je napisal Himno v čast Piju IX. Giuseppe Verdi, viri ne govorijo njemu v prid in tudi glasba ni v njegovem slogu. Kjer je objavljena in zapeta pesem – tam lahko najdemo vse podatke o sami pesmi in izvajalcih. Besedilo je napisal Filippo Meucci, glasbo pa Gaetano Magazzari. Iz komentarjev, ki so vsi po vrsti v španščini, pa zvemo tudi, da je to melodija - a po vsej verjetnosti tudi besedilo, ki govori o državni zastavi -, pesnitev, ki jo je sprejela za svojo himno tudi južnoameriška država Ekvador.
| Inno popolare a Pio IX. | Ljudska himna v čast Piju IX. |
| --- | --- |
| Del nuov’anno già l’alba primiera di Quirino la stirpe ridesta e l’invita alla santa bandiera che il Vicario di Cristo innalzò. Esultate fratelli, accorrete nuova gioia a noi tutti s’appresta: all’ Eterno preghiera porgete per quel grande che pace donò. Su, rompete le vane dimore, tutti al trono accorrete di Pio: di ciascuno Egli regna nel cuore, Ei d’amore lo scettro impugnò. Benedetto chi mai non dispera dell’aita suprema di Dio, benedetta la santa bandiera, che il Vicario di Cristo innalzò! Benedetta la santa bandiera che il Vicario di Cristo levò . Viva Pio! Viva! | Prva zarja novega leta Kvirinovo rodbino prebuja in jo vabi k sveti zastavi, ki jo je vzdignil Kristusov namestnik. Veselite se, bratje, pritecite! Novo veselje prihaja za vse nas: molite k Večnemu za tistega velikega, ki je dal mir. Dajte no, razbijte prazna bivališča, vsi pridejo na Pijev prestol: on kraljuje v srcu vsakega posameznika, prevzel je žezlo ljubezni. Blagor tistemu, ki nikoli ne obupa nad najvišjo Božjo pomočjo; blagoslovljena bodi sveta zastava, ki jo je povzdignil Kristusov namestnik! Blagoslovljena bodi sveta zastava, ki jo je Kristusov namestnik povzdignil. Naj živi Pij! Živjo! |

#### "Bellijeva papeža" Gregor in Pij
Ko Belli piše sonet 1846, ob izvolitvi novega papeža Pija IX., mu spomini letijo na njegovega predhodnika, starega rajnega papeža Gregorja XVI., ki mu vendarle daje prednost pred prihajajočim. Verjetno bistroumno predvideva, da bo Pij s svojo usmiljenostjo, odprtostjo in preproščino pokopal samega sebe in svojo zemeljsko vladavino, kar se je kmalu res začelo dogajati v vsej surovosti.
| Giuseppe Gioachino Belli: Er papa novo (rimščina) | Giuseppe Gioachino Belli: Il Papa nuovo (italijanski prevod) | Jožef Joahim Belli: Novi papež (slovenski prevod, Stebunik 20. marec 2023) |
| --- | --- | --- |
| Che cce faressi? è un gusto mio, fratello:2 Su li gusti, lo sai, nun ce se sputa.3 Sto Papa che cc’è mmó rride, saluta, È ggiovene, è a la mano,4 è bbono, è bbello...5 Eppuro, er genio mio, si nun ze muta, Sta ppiù pp’er papa morto, poverello!: Nun fuss’antro pe’ avé mess’in castello,6 Senza pietà, cquella gginìa futtuta. Poi, ve pare da papa, a sto paese, Er dà ccontro a pprelati e a ccardinali, E l’usscì a ppiede7 e er risegà le spese?8 Guarda la su’ cuscina e er rifettorio: Sò ppropio un pianto. Ah cqueli bbravi ssciali,9 Quele bbelle maggnate de Grigorio! 21 ottobre 1846 | Che vorresti dire? È un mio gusto: e sui gusti non si discute. Questo Papa di adesso ride, saluta, è giovane, è alla mano, è buono, è bello ... eppure il gusto mio, se non cambia, sta più per il Papa morto, poverello! non fosse altro per aver messo in prigione, senza pietà, quella categoria maledetta. Poi vi pare un comportamento da Papa, in questo paese, il dare contro a prelati e cardinali, l' uscire a piedi e il ridurre le spese?11 Guarda la sua cucina e il refettorio: sono proprio un pianto. Ah quelle grandi abbondanze, quelle belle mangiate di Gregorio! 21 ottobre 1846 | Kaj bi rekel? To je moj okus: in o okusih se ne da prepirati. Zdajšnji papež se smeje, pozdravlja, mlad je, lahkoten je, dober je, lep je ... vendar moj okus, če se ne spremeni, stoji bolj na strani mrtvega papeža, revež! če samo zato, ker so ga dali v zapor, neusmiljeno, ta prekleta vrsta. Potem se vam zdi vedenje (primerno za) papeža, v tej državi? Zoperstavljati se prelatom in kardinalom, hoditi peš in zmanjševati stroške? Oglejte si njegovo kuhinjo in jedilnico: Jaz sem samo planil v jok. Ah, to veliko obilje, tiste čudovite Gregorjeve jedi! 21. oktober 1846 |

## Dela
Za okrožnice glej Seznam papeških okrožnic.

## Fotografije in slike papeža Pija IX.
Fotografska umetnost se je začela razvijati ravno za časa pontifikata Pija IX. Tako je bil on prvi papež, ki so ga sploh kdaj fotografirali, zlasti v svojih poznejših letih.
Nekateri njegovi sodobniki, npr. kardinal Giuseppe Pecci, so imeli fotografijo za manjvredno v primeri s slikanjem in se niso pustili fotografirati. Pij IX. pa je bil zelo odprt za to novo obliko umetnosti. 
- Papež na začetku pontifikata
- Med avdienco leta 1863
- Papež leta 1865
- Novec iz leta 1860 s papeževim likom
- Slika papeža Pija IX. takoj po izvolitvi